# Otto Tschudi
Otto Victor Tschudi (Oslo, 22 gennaio 1949) è un ex sciatore alpino norvegese.

## Biografia
Sciatore polivalente originario di Norefjell, Tschudi debuttò in campo internazionale in occasione della 3-Tre 1967, il 3 febbraio a Madonna di Campiglio in discesa libera (46º); in Coppa del Mondo esordì due giorni dopo nella medesima località in slalom speciale (21º) e conquistò il primo piazzamento a punti il 21 gennaio 1968 a Kitzbühel nella medesima specialità (10º). Ai successivi X Giochi olimpici invernali di Grenoble 1968, sua prima presenza olimpica, non completò né la discesa libera né lo slalom gigante e ai Mondiali di Val Gardena 1970 si classificò 20º nello slalom gigante e 18º nello slalom speciale.
In Can-Am Cup nella stagione 1970-1971 si aggiudicò la classifica di slalom speciale; in Coppa del Mondo conquistò il miglior risultato il 25 febbraio 1971 a Heavenly Valley in slalom speciale (7º) e l'ultimo piazzamento a punti il 19 dicembre dello stesso anno a Sestriere nella medesima specialità (9º). Ai successivi XI Giochi olimpici invernali di Sapporo 1972, suo congedo olimpico, Tschudi non completò né lo slalom gigante né lo slalom speciale; si ritirò al termine di quella stessa stagione 1971-1972 e in Coppa del Mondo ottenne l'ultimo piazzamento il 18 febbraio a Banff in slalom gigante (29º) e prese per l'ultima volta il via il giorno seguente nella medesima località in slalom speciale, senza completare la prova.

## Palmarès

### Coppa del Mondo
- Miglior piazzamento in classifica generale: 43º nel 1971

### Can-Am Cup
- Vincitore della classifica di slalom speciale nel 1971[senza fonte]

### Campionati norvegesi
- 5 medaglie[senza fonte]:
  - 1 oro (slalom gigante nel 1969)[6]
  - 1 argento (slalom speciale nel 1967)[7]
  - 3 bronzi (discesa libera, slalom gigante nel 1966; slalom gigante nel 1968)[senza fonte]